# Cyber Knight
Cyber Knight (サイバーナイト, Saibā Naito, "Cyber Knight") (サイバーナイト Saibā Naito, "Cyber Knight")
 é um RPG eletrônico de ficção científica para Super Famicom e PC Engine que combina a exploração de Star Trek com a estratégia de robô de combate.  O jogo só foi lançado comercialmente no Japão.
Dois anos mais tarde, uma continuação foi lançada para este jogo intitulada Cyber Knight II: Chikyū Teikoku no Yabō.

## História
No século XXIV, a humanidade expandiu-se para os confins do espaço sideral. Enquanto isso, a Terra já tinha desaparecido como o centro da civilização humana. Cada estrela do sistema serviu como nação independente; guerra ocorreu entre esses "países" várias vezes no passado. Isso levou a uma alta demanda por mercenários para lutar contra essas guerras por dinheiro. Alguns destes mercenários passaram a se tornar piratas do espaço , devido à sua insaciável demanda de riqueza.

## Recepção
No lançamento, a revista Famitsu marcou a versão do jogo para PC Engine com 30 em 40.